# Jens Petter Hauge
Jens Petter Hauge (sinh ngày 12/10/1999) là một cầu thủ bóng đá chuyên nghiệp người Na Uy đang chơi cho câu lạc bộ Bodø/Glimt và đội tuyển quốc gia Na Uy. vị trí sở trường của Jens Petter Hauge là tiền đạo cánh.

## Sự nghiệp câu lạc bộ

### Bodø/Glimt
Hauge sinh ra ở  Bodø, Nordland và chơi cho câu lạc bộ bóng đá ở địa phương Bodø/Glimt từ khi còn trẻ. Anh ký hợp đồng chuyên nghiệp với câu lạc bộ từ tháng 04/2016.
Ở mùa giải 2019-2020, Bodø/Glimt được chơi ở giải Europa League. Họ bị AC Milan loại nhưng đội bóng Italia ấn tượng với màn trình diễn của Hauge nên đã quyết định ký hợp đồng với anh bằng một bản hợp đồng có thời hạn 5 năm.

### AC Milan
Ở AC Milan, Hauge chơi trận đầu tiên trong trận thắng Spezia 3-0 vào ngày 04/10/2020. Bàn thắng đầu tiên của anh cho câu lạc bộ này là ở trận thắng Celtic 3-1 ở Europa League ngày 22/10/2020. Ở Serie A, bàn thắng đầu tiên của Hauge là bàn ấn định tỷ số 3-1 trong trận gặp Napoli ngày 22/11/2020.

## Sự nghiệp quốc tế
Hauge từng chơi cho nhiều cấp độ đội tuyển trẻ của Na Uy.
Hauge lần đầu khoác áo đội tuyển quốc gia Na Uy trong trận gặp Romania ở Nations League vào ngày 11/10/2020.

## Thống kê sự nghiệp

### Câu lạc bộ
Tính đến 1 tháng 12 năm 2024
| Câu lạc bộ                 | Mùa giải            | Giải đấu            | Giải đấu | Giải đấu | Cúp quốc gia | Cúp quốc gia | Châu lục | Châu lục | Khác | Khác | Tổng cộng | Tổng cộng |
| Câu lạc bộ                 | Mùa giải            | Hạng đấu            | Trận     | Bàn      | Trận         | Bàn          | Trận     | Bàn      | Trận | Bàn  | Trận      | Bàn       |
| -------------------------- | ------------------- | ------------------- | -------- | -------- | ------------ | ------------ | -------- | -------- | ---- | ---- | --------- | --------- |
| Bodø/Glimt                 | 2016                | Tippeligaen         | 20       | 1        | 4            | 4            | –        | –        | –    | –    | 24        | 5         |
| Bodø/Glimt                 | 2017                | OBOS-ligaen         | 28       | 2        | 0            | 0            | –        | –        | –    | –    | 28        | 2         |
| Bodø/Glimt                 | 2018                | Eliteserien         | 11       | 0        | 4            | 2            | –        | –        | –    | –    | 15        | 2         |
| Bodø/Glimt                 | 2019                | Eliteserien         | 29       | 7        | 1            | 2            | –        | –        | –    | –    | 30        | 9         |
| Bodø/Glimt                 | 2020                | Eliteserien         | 18       | 14       | 0            | 0            | 3        | 3        | –    | –    | 21        | 17        |
| Bodø/Glimt                 | Tổng cộng           | Tổng cộng           | 106      | 24       | 9            | 8            | 3        | 3        | 0    | 0    | 118       | 35        |
| Aalesund (mượn)            | 2018                | OBOS-ligaen         | 6        | 0        | 0            | 0            | –        | –        | –    | –    | 6         | 0         |
| Milan                      | 2020–21             | Serie A             | 18       | 2        | 1            | 0            | 5        | 3        | –    | –    | 24        | 5         |
| Eintracht Frankfurt (mượn) | 2021–22             | Bundesliga          | 26       | 2        | 0            | 0            | 11       | 1        | –    | –    | 37        | 3         |
| Eintracht Frankfurt        | 2023–24             | Bundesliga          | 10       | 0        | 2            | 0            | 5        | 0        | –    | –    | 17        | 0         |
| Eintracht Frankfurt        | Tổng cộng           | Tổng cộng           | 36       | 2        | 2            | 0            | 16       | 1        | –    | –    | 54        | 3         |
| Gent (mượn)                | 2022–23             | Belgian Pro League  | 19       | 0        | 2            | 0            | 8        | 0        | 2    | 0    | 31        | 0         |
| Bodø/Glimt (mượn)          | 2024                | Eliteserien         | 28       | 8        | 2            | 1            | 13       | 3        | 0    | 0    | 43        | 12        |
| Tổng cộng sự nghiệp        | Tổng cộng sự nghiệp | Tổng cộng sự nghiệp | 213      | 36       | 16           | 9            | 45       | 10       | 2    | 0    | 276       | 55        |

### Quốc tế
Tính đến 14 tháng 11 năm 2024
| Đội tuyển quốc gia | Năm       | Trận | Bàn |
| ------------------ | --------- | ---- | --- |
| Na Uy              | 2020      | 1    | 0   |
| Na Uy              | 2021      | 7    | 0   |
| Na Uy              | 2022      | 2    | 0   |
| Na Uy              | 2024      | 1    | 1   |
| Tổng cộng          | Tổng cộng | 11   | 1   |

Tỷ số và kết quả liệt kê số bàn thắng của Na Uy trước, cột tỷ số hiển thị số điểm sau mỗi bàn thắng của Hauge.
| No. | Ngày                 | Địa điểm                                  | Đối thủ  | Bàn thắng | Kết quả | Giải đấu                    |
| --- | -------------------- | ----------------------------------------- | -------- | --------- | ------- | --------------------------- |
| 1   | 14 tháng 11 năm 2024 | Sân vận động Stožice, Ljubljana, Slovenia | Slovenia | 4–1       | 4–1     | UEFA Nations League 2024–25 |

## Danh hiệu
Bodø/Glimt
- Eliteserien: 2020, 2024

Eintracht Frankfurt
- UEFA Europa League: 2021–22